# Унаї Ельхесабаль
Унаї Ельхесабаль (ісп. Unai Elgezabal, нар. 25 квітня 1993, Урдуліс) — іспанський футболіст, захисник клубу «Бургос».

## Ігрова кар'єра
Народився 25 квітня 1993 року у баському місті Урдуліс. Вихованець юнацьких команд місцевих футбольних клубів «Лейоа» та «Данок Бат».
У дорослому футболі дебютував 2012 року виступами за «Басконію», в якій провів два сезони. Згодом грав за «Дуранго» і «Баракальдо».
2016 року уклав контракт з «Ейбаром», утім був відразу ж відданий в оренду до «Алькоркона», за рік — до «Нумансія», а ще за рік — знов до «Алькоркона», який 2019 року уклав з Унаї повноцінний контракт.
10 вересня 2020 року гравець розірвав свій контракт з «Алькорконом», а за два тижні на правах вільного агента уклав однорічну угоду з «Бургосом».